# Özgür Karadeniz

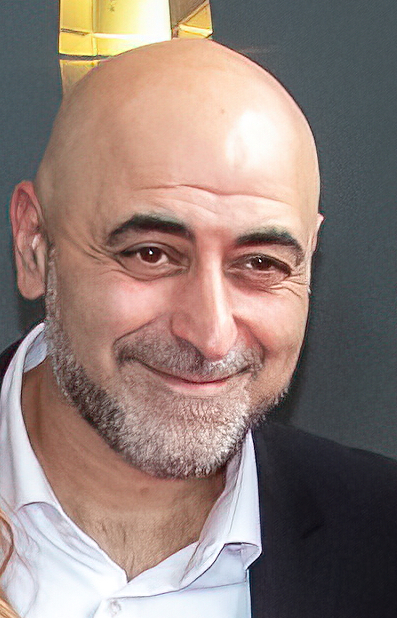
Özgür Karadeniz, 2021

Özgür Karadeniz (* 10. Juni 1977 in Artvin, Türkei) ist ein deutscher Schauspieler.

## Leben
Özgür Karadeniz wuchs in Kiel auf. Zwischen 1999 und 2002 absolvierte er das Schauspielstudium an der Folkwang-Hochschule in Essen. Nach Auftritten am Schauspielhaus Bochum und dem Theater an der Ruhr wurde er ab der Spielzeit 2002/2003 bis 2009 festes Mitglied des Ensembles am Schauspiel Frankfurt. Seither war er in zahlreichen klassischen und modernen Rollen zu sehen, arbeitete aber auch im Bereich Dramaturgie. Eine Titelrolle hatte der türkischstämmige Schauspieler in der Spielzeit 2004/2005 in George Taboris Weismann und Rotgesicht. Im November 2008 hatte mit Türke sucht das Superdeutschland – eine musikalische Reise durch Karadeniztan ein Theaterabend nach einer Idee und einem Konzept von Karadeniz und Florian Fiedler am Frankfurter Schauspiel Premiere. 2011 spielte er am Münchner Volkstheater. Weitere Theaterstationen waren seitdem das Schauspiel Hannover, das Schauspiel Basel, das Deutsche Theater Berlin, das Theater Bonn, das Schauspiel Köln und das Theater am Neumarkt Zürich.
Karadeniz ist ebenfalls als Filmschauspieler tätig und seit 2005 in verschiedenen Filmen der Tatort-Reihe, Serien wie Danni Lowinski, Alarm für Cobra 11 – Die Autobahnpolizei und Großstadtrevier zu sehen.
Karadeniz ist zudem als Dozent an der Schule für Schauspiel Hamburg tätig.

## Filmografie (Auswahl)
- 2005: Tatort: Leerstand (Fernsehreihe)
- 2008: Der große Tom
- 2009: Der Tiger oder Was Frauen lieben!
- 2009: Parkour
- 2010: Fremdgehen
- 2010: Tatort: Weil sie böse sind
- 2010: Tatort: Vergissmeinnicht
- 2011: Marco W. – 247 Tage im türkischen Gefängnis
- 2011: Danni Lowinski (Fernsehserie, Folge Wintermärchen)
- 2011, 2018: Alarm für Cobra 11 – Die Autobahnpolizei (Fernsehserie, verschiedene Rollen, 2 Folgen)
- 2011: Hannah Mangold & Lucy Palm
- 2012–2025: Großstadtrevier (Fernsehserie, verschiedene Rollen, 4 Folgen)
- 2012: Im Brautkleid meiner Schwester
- 2012: Der Ballermann – Ein Bulle auf Mallorca
- seit 2012: Nachtschicht (Fernsehreihe) → siehe Besetzung
- 2013: Tatort: Wer das Schweigen bricht
- 2014: Lichtjahre
- 2014: Der Pfarrer und das Mädchen
- 2015: Taxi (2015) (Kino)
- 2015: Fünf Freunde 4 (Kino)
- 2015: Mein Sohn Helen
- 2015: Tatort: Borowski und die Rückkehr des stillen Gastes
- 2016: Die Geschwister (Kino)
- 2017: Tatort: Land in dieser Zeit
- 2016: Die Opfer – Vergesst mich nicht
- 2018: Dogs of Berlin (Fernsehserie, 4 Folgen)
- 2018: Das Märchen von der Regentrude
- 2018: Verpiss Dich, Schneewittchen (Kino)
- 2019: Gipsy Queen
- 2019: Nur eine Frau (Kino)
- 2019: Amen Saleikum – Fröhliche Weihnachten (Fernsehfilm)
- 2020: Tödliche Geheimnisse (Fernsehreihe)
- 2020: Der Zürich-Krimi: Borchert und der Tote im See (Fernsehreihe)
- 2021: Unbroken (Fernsehserie)
- 2021: In aller Freundschaft – Die jungen Ärzte (Fernsehserie, Folge Kampfgeist)
- 2021: Kroymann (Satiresendung, 1 Folge)
- 2021: Tatort: Der böse König
- 2021: Die Chefin (Fernsehserie, Folge Spender 5634)
- 2023: Das Lehrerzimmer (Kino)
- 2023: Liebes Kind (Fernsehserie, 6 Folgen, Netflix)
- 2023: Die zweite Welle (Fernsehserie, 6 Folgen)
- 2024: Zeit zu beten. Ein Krimi aus Passau (Fernsehreihe)
- 2024: Die Liebeskümmerer
- 2024: In aller Freundschaft (Fernsehserie, Folgen Schuldfragen, Alleingänge)
- 2024: Tatort: Angst im Dunkeln
- 2024: Wer ohne Schuld ist (Fernsehfilm)
- 2024: Tatort: Borowski und das ewige Meer
- 2025: Dünentod – Tödliche Geheimnisse (Fernsehreihe)
- 2025: High Stakes (Fernsehserie)

## Theater
- 2003: Minna von Barnhelm (Schauspiel Frankfurt)
- 2003: Frühlingserwachen (Mülheim an der Ruhr)
- 2004: Die Räuber (Schauspiel Frankfurt)
- 2005: Lucretia Borgia (Schauspiel Frankfurt)
- 2006: Tod eines Handlungsreisenden (Schauspiel Frankfurt)
- 2007: Hundeherz (Schauspiel Frankfurt)
- 2007: Der Volksfeind (Schauspiel Frankfurt)
- 2008: Türke sucht das Superdeutschland (Schauspiel Frankfurt)
- 2008: Sommergäste (Schauspiel Frankfurt)
- 2008: Die Fledermaus (Schauspiel Frankfurt)
- 2010: Die Räuber (Schauspiel Basel)
- 2009: Der Grimm-Code (Schauspiel Frankfurt)
- 2011: Einer flog übers Kuckucksnest 	(Münchner Volkstheater)
- 2012: Der Volksfeind  (Schauspiel Hannover)
- 2012: Verbrecher aus verlorener Ehre (Deutsches Theater Berlin)
- 2012: Kollateralschlager (Schauspiel Hannover)
- 2013: Der Park (Schauspiel Basel)
- 2013: Das weiße Album (Schauspiel Hannover)